# Jonathan Lucroy
Jonathan Charles Lucroy (ur. 13 czerwca 1986) – amerykański baseballista występujący głównie na pozycji łapacza w Oakland Athletics.

## Kariera
Lucroy studiował na University of Louisiana w Lafayette, gdzie w latach 2005–2007 grał w drużynie uniwersyteckiej Louisiana–Lafayette Ragin’ Cajuns. W 2007 został wybrany w trzeciej rundzie draftu przez Milwaukee Brewers i początkowo występował w klubach farmerskich tego zespołu, między innymi w Nashville Sounds, reprezentującym poziom Triple-A. W Major League Baseball zadebiutował 21 maja 2010 w meczu międzyligowym przeciwko Minnesota Twins jako pinch hitter, w którym zaliczył single'a. Pierwszego home runa w MLB zdobył w meczu ze Seattle Mariners 25 czerwca 2010.
W marcu 2012 podpisał nowy, pięcioletni kontrakt z opcją przedłużenia o rok kontrakt wart 11 milionów dolarów. 30 sierpnia 2012 w przegranym przez Brewers 11–12 spotkaniu przeciwko Chicago Cubs na Wrigley Field po raz drugi w sezonie (wcześniej 20 maja z Minnesota Twins) zaliczył 7 RBI w jednym meczu i został pierwszym łapaczem od 1918 roku i pierwszym zawodnikiem w historii klubu, który tego dokonał. W marcu 2013 zagrał w trzech meczach reprezentacji Stanów Zjednoczonych na turnieju World Baseball Classic.
W lipcu 2014 po raz pierwszy został wybrany do Meczu Gwiazd jako rezerwowy, jednak w związku z kontuzją Yadiera Moliny, który otrzymał najwięcej głosów spośród łapaczy, został przesunięty do wyjściowego składu i zaliczył dwukrotnie RBI double.
1 sierpnia 2016 w ramach wymiany przeszedł do Texas Rangers. 30 lipca 2017 został zawodnikiem Colorado Rockies. 12 marca 2018 podpisał roczny kontrakt z Oakland Athletics.

## Nagrody i wyróżnienia
| Nagroda/wyróżnienie | Lata       | Źródło      |
| 2× All-Star         | 2014, 2016 | [ 2 ] [ 8 ] |